# Esta noche sólo cantan para mí
«Esta noche sólo cantan para mí» es el segundo sencillo del tercer álbum de estudio del grupo de pop La Casa Azul, La revolución sexual lanzado en España por Elefant Records en julio de 2008.

## Temática
A pesar de ser una canción acompañada por una melodía alegre, se trata de un tema triste, en el que se nota cierta melancolía en la letra. Al margen de los sentimientos del autor, la canción hace guiños constantes a ídolos musicales de Guille Milkyway, como Blossom Dearie, Nina Simone, Astrud Gilberto, Kirsty MacColl, Karen Carpenter y Dusty Springfield.

## Videoclip
Exhibido por primera vez el 4 de julio de 2008 en una fiesta en Madrid, se trata del segundo videoclip en el que Guille Milkyway aparece como protagonista absoluto, dejando un papel pequeño a los androides.
El vídeo mezcla imágenes de Guille cantando con la danza de dos bailarinas sobre hielo. La aparición de los androides es estática. Está dirigido nuevamente por Domingo González, que ha dirigido todos los videoclips del proyecto La Casa Azul.